# Limoeiro do Ajuru (kommun)
Limoeiro do Ajuru är en kommun i Brasilien.   Den ligger i delstaten Pará, i den nordöstra delen av landet, 1 600 km norr om huvudstaden Brasília. Antalet invånare är 25 028.
Följande samhällen finns i Limoeiro do Ajuru:
- Limoeiro do Ajuru

I omgivningarna runt Limoeiro do Ajuru växer i huvudsak städsegrön lövskog. Runt Limoeiro do Ajuru är det glesbefolkat, med 14 invånare per kvadratkilometer.